# Cap Mendra
Le cap Mendra (en monténégrin : Rt Mendra, Rt signifiant cap) est un promontoire au Monténégro s’avançant dans la mer Adriatique. Il est situé sur le côté sud de l’entrée de la baie de Valdanos. Il se trouve dans la partie sud du pays, à 5 km au nord-ouest de la ville d’Ulcinj et à 60 km au sud de la capitale du pays, Podgorica.
Le terrain à l’intérieur des terres est principalement vallonné, mais au sud-est il est plat. La mer est près du cap au sud-ouest. Le point culminant à proximité est à 341 mètres au-dessus du niveau de la mer, à 1,9 km à l’est du cap Mendra. La localité importante la plus proche est Ulcinj, à 6,8 km à l’est du cap Mendra.
Le climat de la région est tempéré. La température annuelle moyenne dans la région est de 16 °C. Le mois le plus chaud est celui de juillet, où la température moyenne est de 28 °C, et le plus froid est janvier, avec 6 °C.
Les précipitations annuelles moyennes sont de 1 792 millimètres. Le mois le plus humide est celui de février, avec une moyenne de 220 mm de précipitations, et le plus sec est août, avec 41 mm de précipitations.
Un phare a été construit sur le cap en 1886. Il est toujours actif de nos jours. Il est situé à 35 m au-dessus de la mer. C’est une tour octogonale en béton de 8 m de hauteur, entièrement peinte en blanc, avec une terrasse au sommet. Le phare est accompagné d’une maison de gardien de deux étages qui a été construite et modifiée entre 1926 à 1952.